# غافين أرويو
غافين أرويو (بالإنجليزية: Gavin Arroyo)‏ هو لاعب كرة الماء أمريكي، ولد في 10 مايو 1972 في أورانج في الولايات المتحدة.

## وصلات خارجية
- غافين أرويو على موقع الاتحاد الدولي للسباحة (الإنجليزية)
- غافين أرويو على موقع قاعة مشاهير السباحة الأمريكية (الإنجليزية)
- غافين أرويو على موقع اللجنة الأولمبية الدولية (الإنجليزية)
- غافين أرويو على موقع أوليمبيديا (الإنجليزية)